# 애기수영
애기수영은 마디풀목 마디풀과의 여러해살이풀이다. 유럽이 원산지이며 길가나 공터에서 자란다.

## 특징
줄기는 대개 20~50cm 정도 높이로 곧게 자라며 붉은빛이 돌고 세로로 줄이 나있다. 뿌리잎은 잎자루가 길고 화살촉이나 창 모양으로 거치가 없다. 어긋나게 달리는 줄기잎은 뿌리잎과 비슷하지만 잎자루가 짧다. 암수딴포기로 줄기 끝에 붉은빛이 도는 꽃이 원추화서로 핀다. 꽃잎은 없으며 6장의 꽃받침잎이 있다. 수과인 열매는 3능형으로 갈색으로 익는다. 잎에서 흔히 신맛이 난다.

## 참조
1. ↑  “GRIN 애기수영”. 2015년 9월 24일에 원본 문서에서 보존된 문서. 2016년 3월 24일에 확인함.
2. ↑  Stace, C.A. (2010). 《New Flora of the British isles》 3판. 영국 케임브리지: 케임브리지 대학교. 450쪽. ISBN 9780521707725.

- Rumex acetosella[깨진 링크(과거 내용 찾기)] Flora of North America